# 巴特劳赫施泰特
巴特劳赫施泰特（德語：Bad Lauchstädt，發音：[baːt ˈlaʊxˌʃtɛt] ⓘ），官方名称歌德城巴特劳赫施泰特（Goethestadt Bad Lauchstädt），是德国萨克森-安哈尔特州萨勒县的城市，面积85.37平方千米，2023年12月31日人口为8,995人。

## 友好城市
- 德国 哈恩